# Hydropsyche saranganica
Hydropsyche saranganica är en nattsländeart som beskrevs av Georg Ulmer 1951. Hydropsyche saranganica ingår i släktet Hydropsyche och familjen ryssjenattsländor. Inga underarter finns listade i Catalogue of Life.